# Kalvarijų turgus
Kalvarijų turgus (dansk: Kalvarijos marked) er et marked på Kalvarijų gatvė 61, i bydelen Šnipiškės, Vilnius, Litauen.
Kalvarijos marked er et af Vilnius' største markeder med omkring 310 handelsboder, 2 kødhaller, 2 fiskehaller og en møbelhal. Ud over boderne er der 50 salgssteder på loppemarkedet og omkring 2.500 stader på den udendørs markedsplads. På markedet er en række barer, caféer og madsteder.
Kalvarijos marked er en vigtig del af dagligvare handelen i Vilnius.
I anden halvdel af 2009 solgtes 112 t litauisk kartofler, 94 t litauiske æbler (æblesalg i alt – 147 t), i samme periode solgtes 329 t kød på markedet, hovedsageligt svinekød, men også fåre- og oksekød. Der er planer om at udvide salget af produkter fra økologiske landmænd.
Ved Kaziukas marked, der afholdes den 4. marts hvert år, optræder folkemusikere, der udskænkes kvas og gives smagsprøver fra det litauiske køkken på Kalvarijos marked. I øvrigt forsøger markedsledelsen at udbrede kendskabet til de folkelige madtraditioner.